# Armadillo cassida
Armadillo cassida är en kräftdjursart som beskrevs av Gustav Budde-Lund 1908. Armadillo cassida ingår i släktet Armadillo och familjen Armadillidae. Inga underarter finns listade i Catalogue of Life.